# P進閉体
数学における p-進閉体（pしんへいたい、英: p-adically closed field）は、ちょうど形式的に実な体が実閉であることの p-進的な対応物として、適当な拡大性質で閉じている。この概念は Ax & Kochen (1965) が導入した。

## 定義
定義 (Q 上の形式的に p-進な体)
体 K は有理数体 ℚ とし、付値 v は通常の p-進付値（ただし v(p) = 1 と正規化する）とする。K の（必ずしも代数的とは限らない）拡大体 F がそれ自身付値 w を持つとき、付値体 (F, w) が形式的に p-進 (formally p-adic) とは、以下の条件が満足されるときに言う:
- w は v の延長である: {\textstyle w(x)=v(x)\quad (\forall x\in K)};
- w の剰余体 {x ∈ F  |  w(x) = 0} は v の剰余体 {x ∈ K  |  v(x) = 0} と一致する
- w の最小の正の値は v の最小の正の値（上記の如く v は正規化したから、つまりこの場合 1）に一致する。これは K の素元（付値環の極大イデアルの生成元）が F の素元と言っても同じことである。

形式的 p-進体は形式的実体の類似対応物と見なすことができる。
例えば, ガウスの数体 ℚ(i) に w(2 + i) = 1（したがって w(2 − 1) = 0 で定まる付値 w を入れたものは、形式的 5-進である。有理数体の有限素点 (place) v = 5 は、X2 + 1 が剰余体（これは五元体）上で分解されるから、ガウス数体の二つの有限素点に分裂し、w はそのうちの一つである。5-進数体（これは有理数体を含み、またガウス数体を有限素点 w で埋め込まれている）もまた形式的 5-進である。他方、ガウス数体は如何なる付値に関しても形式的 3-進には「ならない」。実際、3-進付値の延長となるべき w は w(3) = 1 で与えられる場合に限るが、その場合剰余体は九元とならねばならない。
定義 (p-進閉体)形式的 p-進体 F が、形式的に p-進な真の代数拡大体を持たないならば、F は p-進閉であるという。
例えば、任意の素数 p に対して p-進数体は p-進閉であり、p-進数体における有理数体の代数閉包（つまり代数的 p-進数体）もまた p-進閉となる。
F が p-進閉ならば
- F を p-進閉とする F 上の付値 w は一意である（したがって、「対 (F, w) が」ではなく「F が」p-進閉であるという言い回しは正当である）;
- F はこの有限素点に関してヘンゼル的（すなわち付値環がヘンゼル環）である;
- F の付値環はちょうど コッヘン作用素の像に一致する;
- F の値群は ℤ（つまり K の値群）による可除群の拡大に辞書式順序を入れたものである;

が成り立つ。一つ目の主張は、実閉体を順序体とする順序関係がその代数的構造から一意に決定されるという事実に相当する類似の結果である。
上記の定義はより一般の文脈へ引き写すことが可能である。
定義 (一般の基礎体上の形式的 v-進体)K は付値 v を持つ体として
- K の剰余体が有限である（その位数を q, 標数を p とする）;
- v の値群は最小の正の元を持つ（それを 1 とし、素元を π（つまり v(π) = 1 と書く）;
- K は有限な絶対分岐を持つ、すなわち v(p) は有限（つまり、v(π) = 1 の有限倍）;

が満たされるならば、形式的に v-進（あるいは v に対応するイデアルを {\textstyle {\mathfrak {p}}} として {\textstyle {\mathfrak {p}}}-進）な体、および v-進閉体について述べることができる。

## コッヘン作用素
K は付値 v を持つ体で前段落にいう仮定を満足するものとし、記法も踏襲するものとして、コッヘン作用素は {\displaystyle \gamma (z)={\frac {1}{\pi }}\,{\frac {z^{q}-z}{(z^{q}-z)^{2}-1}}\quad (z^{q}-z\neq \pm 1)} で定義される。γ(z) が常に非負の付値を持つことを確かめるのは容易い。コッヘン作用素は、形式的に実の場合の平方函数の p-進（あるいは v-進）版と考えることができる。
命題K の拡大体 F が形式的に v-進となるための必要十分条件は、K の付値環のコッヘン作用素による F の像が生成する部分環に 1/π が入らないことである。
これは形式実体となるための必要十分条件（あるいは定義）が −1 が平方和に書けないことであるという事実に対応する。

## 一階の理論
p-進閉体に関する一階の理論は完全かつモデル完全であり、また少し言語を豊かにすれば量限定子消去が許される。したがって、Qp の一階理論と初等同値 な一階理論を持つものとして p-進閉体を定義することができる。